# Museo Histórico de Yerbas Buenas
El Museo Histórico de Yerbas Buenas se encuentra ubicado en la comuna de Yerbas Buenas, Provincia de Linares, Séptima región del Maule, Chile. Esta comuna se caracteriza por su arquitectura principalmente por las casas estilo colonial que aún se mantienen en pie, siendo un atractivo turístico de la zona junto con el Museo de Yerbas Buenas.
El museo está albergado en el edificio llamado Casa del Brigadier Pareja, declarada Monumento histórico. Esta institución tiene como misión promover y difundir la cultura local, además de rescatar, conservar, investigar y difundir el legado patrimonial que alberga, junto con las tradiciones y costumbres del pueblo, generando espacios de encuentro y discusión.

## Historia
El inmueble donde se instauró el museo es llamado la Casa del Brigadier Pareja, debido a que en ella se hospedó el comandante del ejército realista, Brigadier Antonio Pareja, la noche del 26 de abril de 1813, cuando los patriotas se dejaron caer sobre los españoles, en la llamada Sorpresa de Yerbas Buenas, en donde el coronel patriota Juan Dios de Puga, designado por José Miguel Carrera, irrumpieron y atacaron a los realistas.
Hacia 1835 la incipiente aldea de Yerbas Buenas, con apenas 6 casas levantadas alrededor de la iglesia, fue azotada por un terremoto que destruyó por completo sus construcciones. Solo se salvó la casa de la familia Contreras, que hasta hoy permanece en pie. Dicha familia ocupó el inmueble por más de un siglo, sus descendientes fueron ocupando la vivienda de generación en generación.
En 1942 el inmueble fue vendido a la municipalidad de la localidad bajo la alcaldía de Alfonso Astete Díaz. Tras varios años de abandono y deterioro, en el año 1970la casona fue entregada en como dato a la Dirección de Bibliotecas, Archivos y Museos, siendo su director don Roque Esteban Scarpa. Este junto con el conservador del Museo de Arte y Artesanía de Linares, Pedro Olmos, se enfocaron en levantar un museo histórico, comenzando con el proceso de restauración del inmueble y preocupándose de mantener el modelo y originalidad de la casa.
En el año 1976, exactamente el 29 de octubre, el inmueble fue convertido en Museo Histórico y además Biblioteca Pública N.º 20 de Yerbas Buenas. Pero el gran hito fue en el año 1984 cuando el edificio fue declarado Monumento Histórico Nacional, otorgando de esta manera el valor que corresponde como fuente histórica y patrimonial. 
En 1997 se separa la Biblioteca Pública, llevándola a un edificio próximo y el Museo se mantiene en la casona histórica.
Ya en el 2001 se envía un proyecto para poder ampliar el inmueble, ya que nacen distintas necesidades, por una parte la falta de espacio, que es vital para continuar con el impulso de la colección, y a la vez el desarrollo cultural de actividades educativas y recreativas. Lo cual beneficiosamente es financiado por el Fondo de Desarrollo Regional de la VII Región.

## Monumento histórico
En 1984 el edificio en donde hoy se alberga el Museo, fue nombrado Monumento histórico, por el patrimonio que representa tanto en el aspecto de la historia de Chile, ya que se le considera testigo de uno de los sucesos propulsores de la independencia de Chile, al alojar en su techo al Brigadier Pareja. Y por otra parte la importancia que tiene este inmueble para el pueblo, pues, es la infraestructura más antigua de Yerbas Buenas, entregando en su diseño y construcción un legado de la arquitectura del Chile en el siglo XIX.

## Arquitectura
Sus muros son de adobe, el piso, de ladrillo cuadrado, el cielo, de coligüe amarrado con cuero, las vigas a la vista, y la techumbre, de tejas de arcilla.

## Museo

### Colección
El patrimonio de este Museo es una colección de 360 piezas aproximadamente. La cual ha sido adquirida en su mayor porcentaje por la donación de la propia comunidad de Yerbas Buenas. Entre los objetos de valor histórico se encuentran, armas, artesanía, acuarelas, arqueología, fotografías, imágenes religiosas, muebles, etc.

### Exposiciones
Dentro del Museo, se distinguen distintos ámbitos de la vida colonial, exhibiendo el estilo de vida de aquel tiempo.
- Vitrina Sociabilidad. Es un salón en donde sus muebles, pinturas, decoración, lámparas, están adecuadas para revivir el ambiente ideal para las celebraciones sociales.
- Vitrina Vida Cotidiana. Espacio referente a la vida cotidiana y más privadas de las familias de entonces, con implementos de dormitorios, tocador, etc.
- Vitrina Religiosidad. En este aspecto, el museo quiere demostrar la importancia que tenía en la vida colonial y a la vez en el mundo rural, contando para esto con un armario de sacristía, crucifijo de madera, que habría sido traído por los primeros españoles, entre los más importantes de la colección.
- Vitrina de Música y Cultura. Si bien esta vitrina no está enfocada a la vida colonial, en ella se encuentra un importantísimo patrimonio y homenaje al folclore chileno, en especial dedicación a la artista nacional Margot Loyola Palacios, quien personalmente donó parte de su colección privada, como instrumentos, pinturas, etc.

### Servicios
El museo cuenta con los servicios de Biblioteca y Visitas guiadas.
- Biblioteca: cuenta con 400 títulos, aproximadamente, en su mayoría de historia y temas afines, que son consultados por los estudiantes de la comuna.[4]
- Visitas guiadas: se realiza una atención personalizada en su mayor parte a turistas, también a estudiantes y delegaciones. Este servicio puede ser programado y darse de forma espontánea de acuerdo a la llegada de turistas.